# Pantang (sockenhuvudort i Kina, Hubei Sheng, lat 31,00, long 114,89)
Pantang (kinesiska: 潘塘) är en sockenhuvudort i Kina. Den ligger i provinsen Hubei, i den centrala delen av landet, omkring 74 kilometer nordost om provinshuvudstaden Wuhan. Antalet invånare är 29 059. Befolkningen består av 14 041 kvinnor och 15 018 män. Barn under 15 år utgör 12,0 %, vuxna 15-64 år 77 %, och äldre över 65 år 10,0 %.
Runt Pantang är det mycket tätbefolkat, med 1 056 invånare per kvadratkilometer. Närmaste större samhälle är Xinzhou, 16,8 km sydväst om Pantang. Trakten runt Pantang består till största delen av jordbruksmark.
Genomsnittlig årsnederbörd är 1 738 millimeter. Den regnigaste månaden är juli, med i genomsnitt 284 mm nederbörd, och den torraste är december, med 27 mm nederbörd.